# Dysschema schadei
Dysschema schadei är en fjärilsart som beskrevs av William Schaus 1927. Dysschema schadei ingår i släktet Dysschema och familjen björnspinnare. Inga underarter finns listade i Catalogue of Life.